# Bad Endbach
Bad Endbach is een gemeente in de Duitse deelstaat Hessen, en maakt deel uit van de Landkreis Marburg-Biedenkopf.
Bad Endbach telt 8.001 inwoners.

## Plaatsen in de gemeente Bad Endbach
- Bottenhorn
- Dernbach
- Endbach
- Günterod
- Hartenrod
- Hülshof
- Schlierbach
- Wommelshausen en Hütte

Amöneburg ·
Angelburg ·
Bad Endbach ·
Biedenkopf ·
Breidenbach ·
Cölbe ·
Dautphetal ·
Ebsdorfergrund ·
Fronhausen ·
Gladenbach ·
Kirchhain ·
Lahntal ·
Lohra ·
Marburg ·
Münchhausen ·
Neustadt (Hessen) ·
Rauschenberg ·
Stadtallendorf ·
Steffenberg ·
Weimar (Lahn) ·
Wetter (Hessen) ·
Wohratal